# Musculus sphincter pupillae

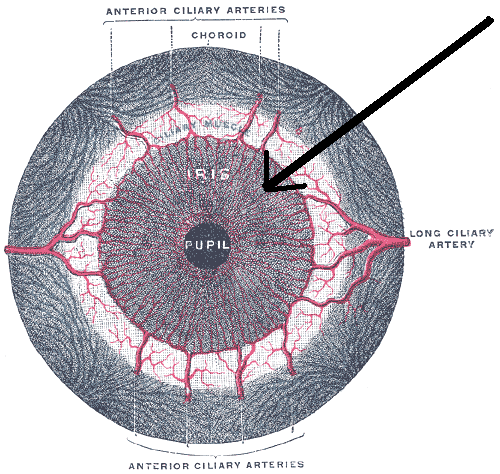
A szem (a nyíl mutatja az íriszben az izmot)

A musculus sphincter pupillae (körkörös szűkítő izom) egy izom az ember szemében.

## Funkció
Összehúzza a pupillát.

## Beidegzés, vérellátás
A paraszimpatikus idegrendszer nuclei accessorii nervi oculomotoriiból jövő idegei kontrollálják. Az arteria ciliaris anterior és a arteria ciliaris posterior longus látja el vérrel.

## Antagonistája
musculus dilatator pupillae